# Eliana Krawczyk
Eliana María Krawczyk (Oberá, 5 de março de 1982 – Oceano Atlântico, 15 de novembro de 2017) foi uma militar argentina. Como tal, ela foi a primeira mulher submarinista da Argentina e estava entre os 44 tripulantes do submarino argentino ARA San Juan, quando ele afundou, em 15 de novembro de 2017.

## Vida inicial
Eliana María Krawczyk nasceu em 5 de Março de 1982, em Oberá, Misiones, Argentina, filha de judeus poloneses imigrantes. Ela foi admitida na escola primária aos cinco anos de idade.

## Carreira militar
Em 2003, enquanto estudando engenharia industrial em sua cidade natal, soube pela internet que a Marinha Argentina estava recrutando mulheres. Ela então viajou para Posadas, Misiones com o intento de se alistar na Marinha, ainda naquele ano e foi aceita no ano seguinte. Ela se graduou em 2008 e foi aceita como tripulante do navio ARA Libertad, para treinamento. Nesta época, ela se tornou vivamente interessada em submarinos. Assim, após oito meses, foi aceita para treinamento neste tipo de embarcação, atuando no Mar del Plata.
Krawcyzk ingressou na escola para treinamento em submarinos, em 2012, e se graduou na mais alta posição de sua classe. Num primeiro momento, ela foi aceita como tripulante do ARA Salta, permanecendo como tal por quatro anos. Neste posto, Krawczyk se tornou a primeira mulher tripulante de submarino na América Latina. Em 2016, ela foi transferida para o submarino ARA San Juan.
Em 8 de outubro de 2015, a Marinha Argentina promoveu Krawczyk ao posto de Tenente de Fragata, o que a tornou, também, a primeira oficial submarinista feminina da Argentina. Por tal distinção, ela foi pessoalmente congratulada pelo vice-presidente da Câmara dos Representantes da Província de Misiones.
Krawczyk foi novamente promovida, chegando ao posto de Tenente, por decreto do governo argentino, em 17 de março de 2017. Ela morreria poucos meses depois como tripulante do submarino no qual servia, quando ele afundou.
A cidade de Oberá anunciou, 27 dias após o desaparecimento do ARA San Juan, que uma rua seria renomeada em memória de Krawczyk, ganhando seu nome. Em 9 de março de 2018, a comunidade judaica da Argentina homenageou Krawczyk por ocasião do Dia Internacional da Mulher, em uma cerimônia no Alvear Hotel, em Buenos Aires. Cerca de 500 participantes estiveram no evento, incluindo o rabino Alejandro Avruj e os políticos Carolina Stanley e Patricia Bullrich.